# Francesco Angeloni

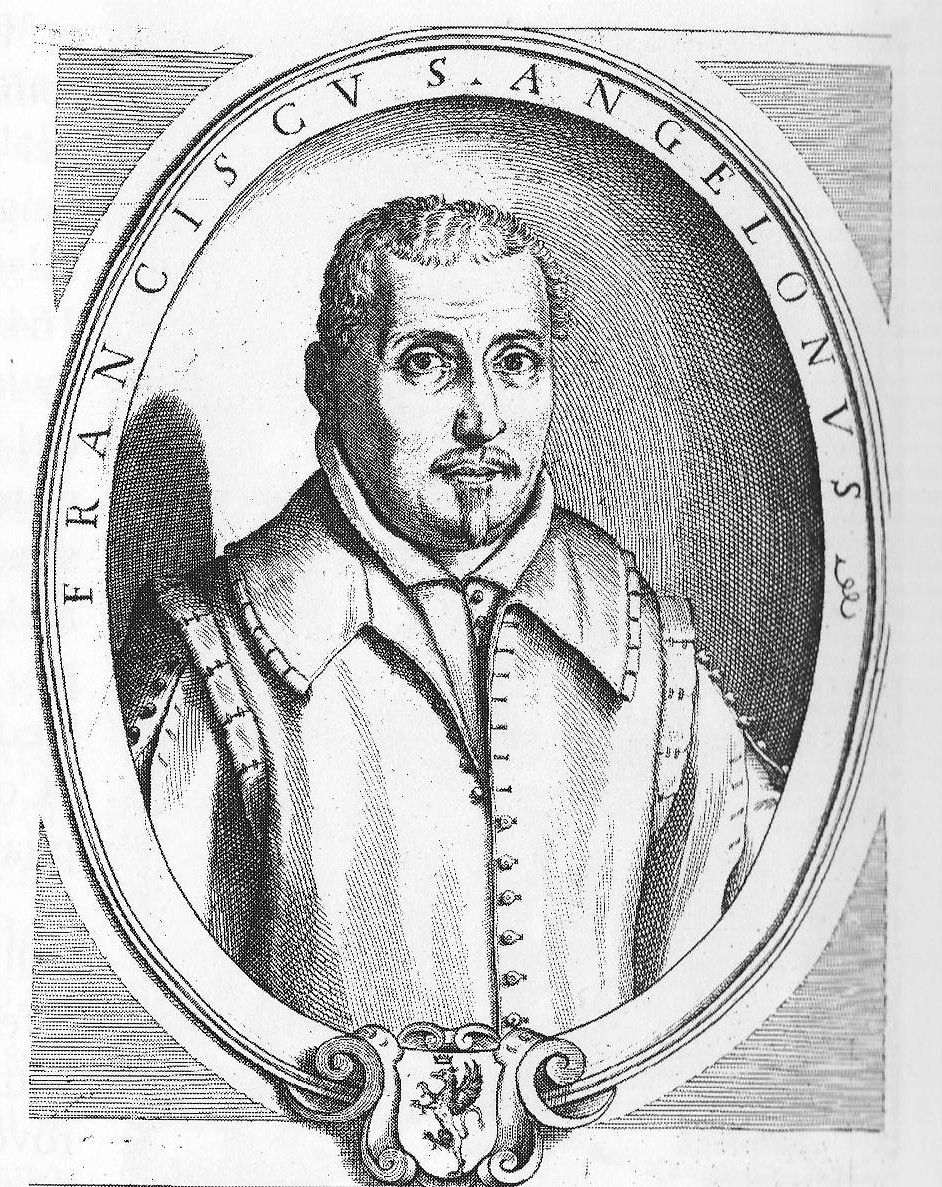
Francesco Angeloni

Francesco Angeloni (1587 — 1652) foi um escritor e historiador italiano. 
Estudou em Perugia, se transferiu para Roma e se envolveu ao serviço com o cardeal Pietro Aldobrandini (neto do papa Clemente VIII) como secretário e por um tempo como notário- chefe do Papado. Grande colecionador de obras antigas, se dedicou à história local.

## Obras
1. Historia Augusta (1641), una storia di Roma antica da Cesare a Costantino Il Grande.
2. Storia di Terni (1646), considerato uno dei testi più completi per lo studio della città umbra.